# Jevgenyij Viktorovics Prigozsin
Jevgenyij Viktorovics Prigozsin (oroszul: Евгений Викторович Пригожин; Leningrád, 1961. június 1. – Bologojei járás, 2023. augusztus 23.) orosz oligarcha és Vlagyimir Putyin orosz elnök közeli bizalmasa volt. Sokszor „Putyin séfjének” nevezték, mivel olyan éttermek és vendéglátó-ipari cégek tulajdonosa volt, amelyek a Kreml számára nyújtottak szolgáltatásokat.
A Bellingcat, a The Insider és a Der Spiegel 2022-es vizsgálata szerint a tevékenysége „szorosan integrálódott” az orosz védelmi minisztériumhoz és annak hírszerző részlegéhez, a GRU-hoz.
Miután évekig tagadta a Wagnerhez fűződő kapcsolatait, végül 2022. szeptember 26-án megerősítette, hogy ő volt az alapítója. Elmondása szerint 2014 májusában alapította azért, hogy támogassa az orosz erőket a kelet-ukrajnai háborúban.
Prigozsin cégei és munkatársai az Egyesült Államokban gazdasági szankciókkal és büntetőjogi vádakkal szembesülnek, és az Egyesült Királyságban 2023-ban is szankciók hatálya alá tartozó személy. Az FBI 2021-22-ben 250 ezer dollárig terjedő jutalmat ajánlott a Prigozsin letartóztatásához vezető információkért.
2023 júniusában Oroszországon belül lázadást indított és bejelentette, hogy ukrajnai haderejét Oroszországba helyezi át. 2023. augusztus 23-án magánrepülőgépe az oroszországi Tver közelében lezuhant, melynek során életét vesztette.

## Élete

### Korai évei
1961-ben Leningrádban született és itt is nőtt fel. Anyja ápolónő, apja pedig bányamérnök volt. Apja 9 éves korában meghalt. Ő és későbbi mostohaapja is zsidó származású volt.
Iskolaévei alatt arra törekedett, hogy profi síelő legyen. Mostohaapja képezte, aki a sportoktatója volt, és egy rangos bentlakásos, atlétikai iskolába járatták, ahol 1977-ben végzett. Sportkarrierje azonban végül sikertelenül végződött.
Ezután elítélt lett. 1979-ben felfüggesztett börtönbüntetésre ítélték lopásért, két évvel később pedig 13 év börtönbüntetésre rablásért és más bűncselekményekért. 1988-ban kegyelmet kapott, majd 1990-ben szabadult. Összesen kilenc évet töltött börtönben.

### Anyagi felemelkedése, karrierje
Szabadulása után édesanyja és mostohaapja mellett hot dogot árult a leningrádi Apraska bolhapiacon. Az egyetemen gyógyszerésznek kezdett el tanulni, de tanulmányait nem fejezte be. 1991-ben megnősült, és több gyermeke született.
1993-ban az Egyesült Államokban járt, és az ott látottak ihlették egy oroszországi gyorsétteremlánc elindítását. Hot dog-bódébüfékből álló hálózatának jól ment, és nemsokára megkereste első 1 millió dollárját. A következő években kisebb élelmiszergyárat, bárt és előkelő éttermet nyitott, utóbbi akkor „Szentpétervár legmenőbb helyévé vált”.
Vállalkozásait 1995-től a Konkord Menedzsment (Конкорд Менеджмент и Консалтинг) tömörítette: étterem, gyorsétterem-hálózat és egyéb vállalkozások.

#### Putyin mellett
Az 1990-es években bekapcsolódott a szerencsejáték-üzletbe is. Ekkor találkozott először Vlagyimir Putyinnal, aki 1991 óta a kaszinók és szerencsejátékok felügyelőbizottságának elnöke volt.
2000-ben a vállalkozásai kezdték kiszolgálni az orosz politikai vezetőket, akkor, amikor Putyin az elnöki székbe került.
A 2000-es évek elején egyre közelebb került Putyinhoz és a politikai elithez.
2003-ra otthagyta korábbi üzleti partnereit, és saját éttermeket alapított. Cége, a Konkord Menedzsment számos állami szerződést kezdett elnyerni. Több százmilliós értékű állami szerződést kapott iskolás gyerekek és állami dolgozók étkeztetésére.
A 2010-es évek végén már befolyásos vállalatok hálózatát irányítja, beleértve az orosz állami támogatású Wagner-csoport zsoldossereget és három olyan vállalatot, amelyeket azzal vádoltak, hogy beavatkoztak a 2016-os és 2018-as amerikai választásokba.
Az FBI körözése alapján a 2020-as években Indonéziához és Katarhoz is gazdasági szálak fűzik.

### 2023-as lázadás
2023. június 23-án bejelentette, hogy az orosz hadsereg rakétatámadást indított a Wagner PMC egyes táborai ellen. Az Orosz Honvédelmi Minisztérium kijelentette, hogy a támadásról szóló kijelentések valótlanok, és "provokációnak" minősülnek. Ugyanezen a napon este Prigozsin bejelentette, hogy az orosz védelmi minisztérium ellen lázadást fog végrehajtani, amit ő bosszúnak nevezett. Az orosz Szövetségi Biztonsági Szolgálat (FSzB) pedig elfogatóparancsot adott ki ellene.

### Halála
2023. augusztus 23-án Oroszországban, a Tveri területen lezuhant egy magánrepülőgép, amelynek utaslistáján Prigozsin, valamint a Wagner-csoport második embere, Dmitrij Utkin is szerepelt. A szerencsétlenségnek nem volt túlélője. A hírt az oroszországi légügyi hatóság, a Roszaviacija is megerősítette. Másnap reggel a holttesteket azonosítás és törvényszéki orvosi vizsgálat céljából Tverbe szállították.
DNS-vizsgálatokkal a Wagner-vezér magángépén elhunytak személyazonosságát kivétel nélkül megállapították, valamint azt is, hogy Jevgenyij Prigozsin is az elhunytak között van.
Prigozsin és Utkin emlékére több városban gyertyákkal, virágokkal és Wagner-zászlókkal rögtönzött emlékműveket állítottak. Az emlékmű előtt síró Wagner-katonákról készült videók vírusként terjedtek el.
Augusztus 29-én Prigozsint zártkörű szertartás keretében temették el a szentpétervári Porohovszkoje temetőben, édesapja mellé.